# Idaea inclinata
Idaea inclinata là một loài bướm đêm trong họ Geometridae.